# Codex Palatinus germanicus 7

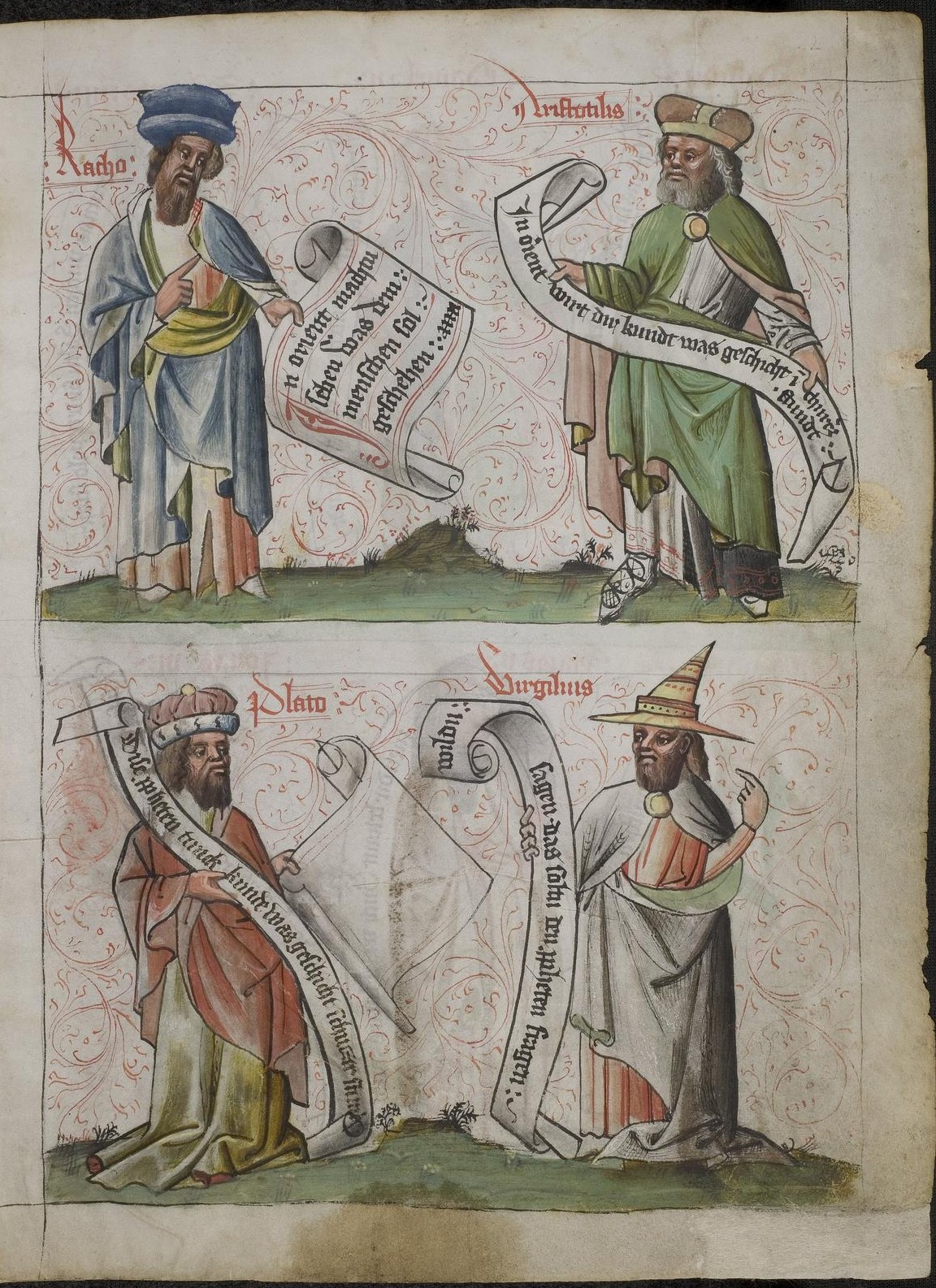
Cod. Pal. germ. 7, Blatt 2r: 4 Wahrsager

Der Codex Palatinus germanicus 7 ist eine spätmittelalterliche Handschrift der ehemaligen Bibliotheca Palatina in Heidelberg. Der Codex gehört zu den Codices Palatini germanici, den deutschsprachigen Handschriften der Palatina, die seit 1816 in der Universitätsbibliothek Heidelberg aufbewahrt werden; Signatur der UB-Heidelberg und gängige fachwissenschaftliche Bezeichnung ist Cod. Pal. germ. 7 (Kurzform: Cpg 7).
Die Bilderhandschrift überliefert ein Wahrsagebuch; sie entstand im 15. Jahrhundert, vermutlich in Bayern.

## Beschreibung

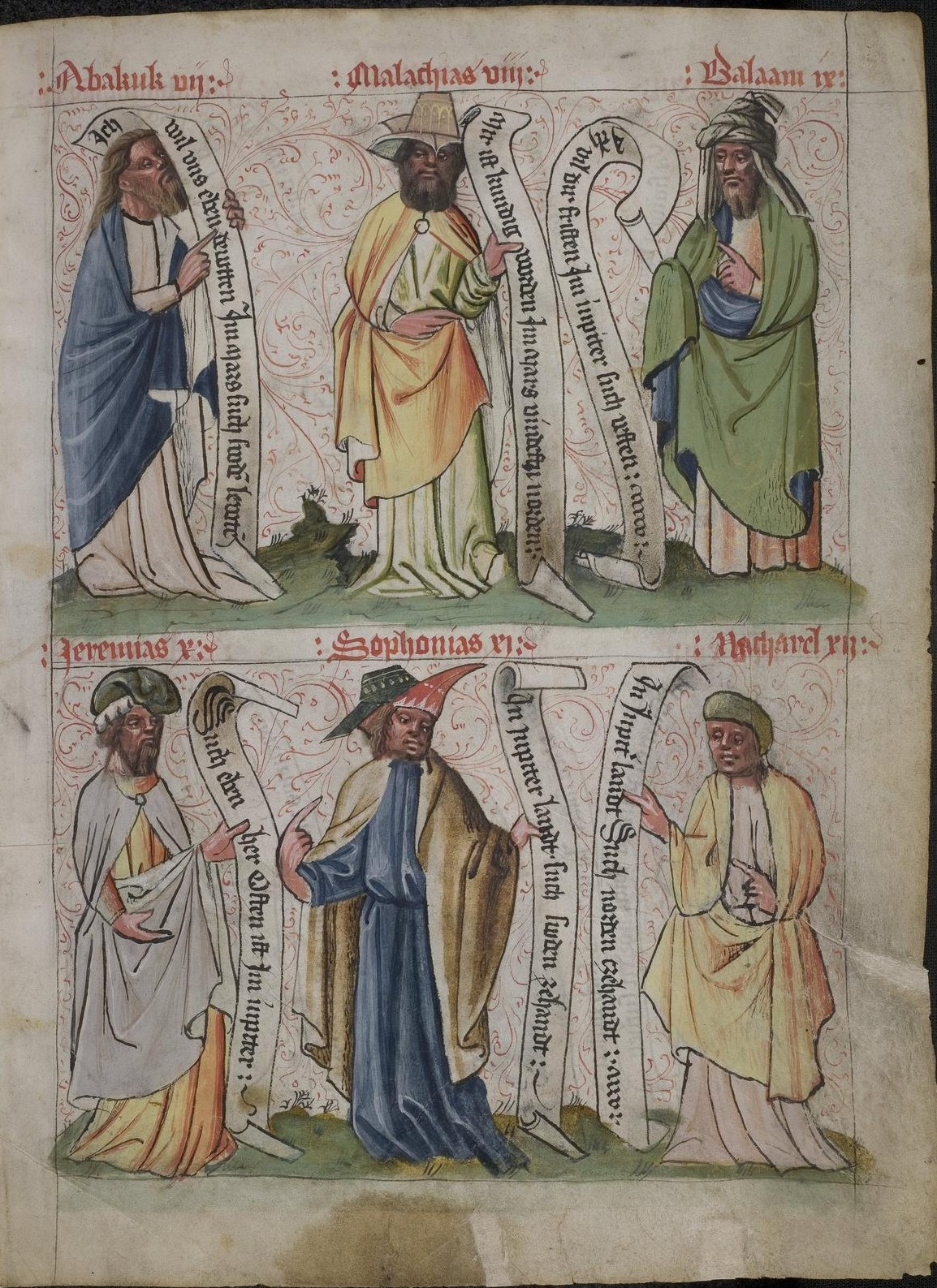
Cod. Pal. germ. 7, Blatt 3r: 6 Wahrsager

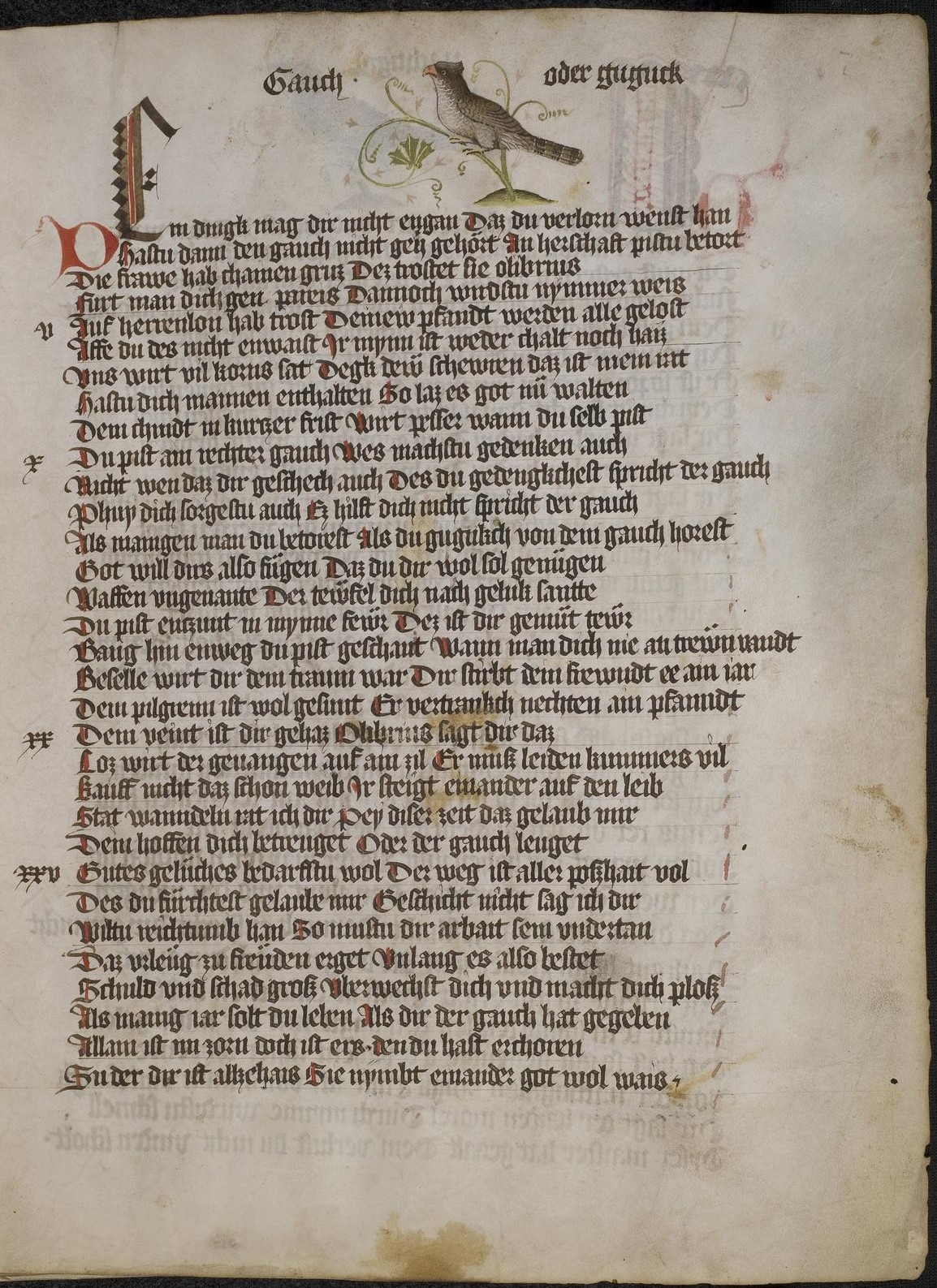
Cod. Pal. germ. 7, Blatt 7r: Vogelbild Kuckuck

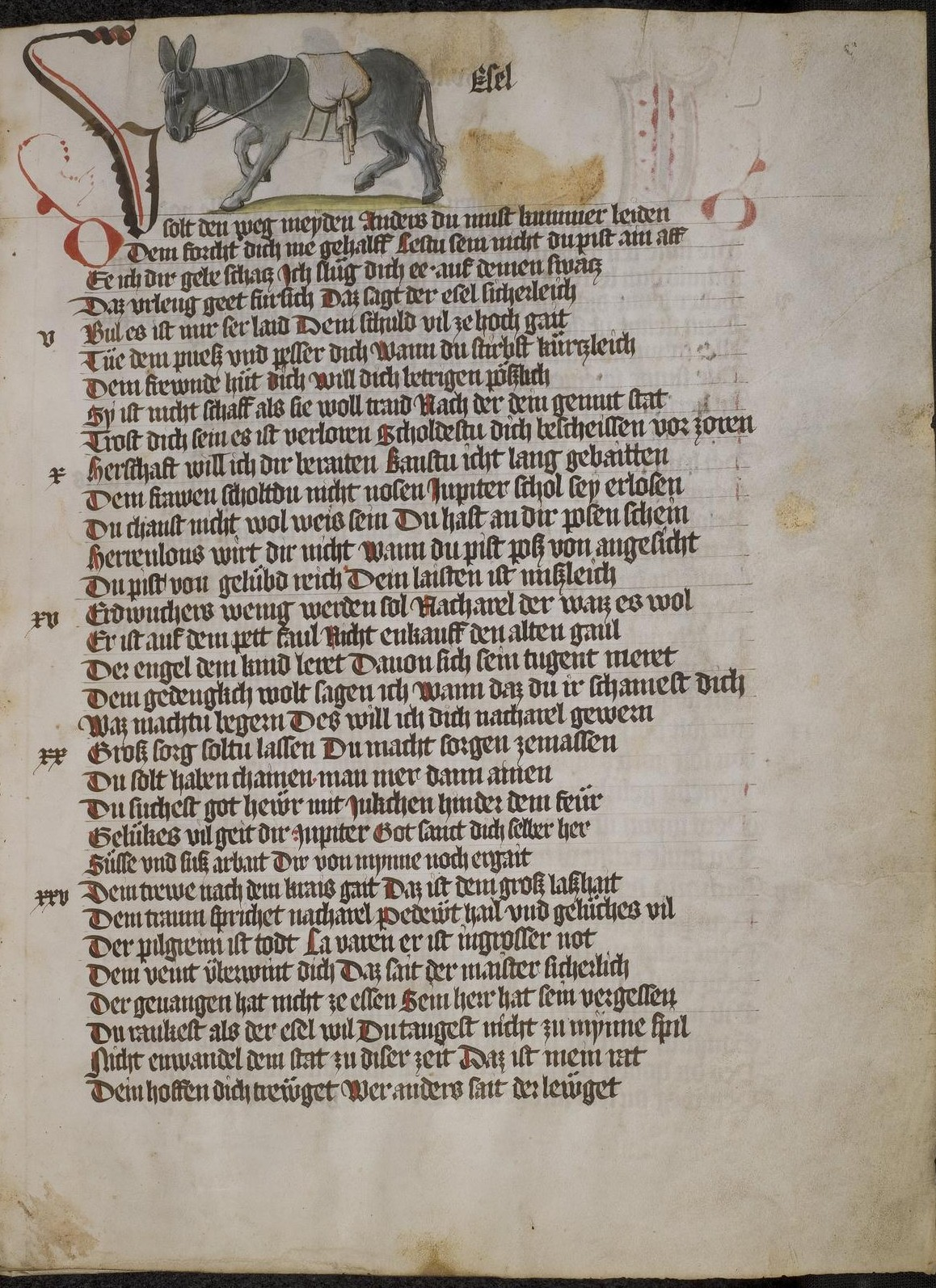
Cod. Pal. germ. 7, Blatt 8r: Tierbild Esel

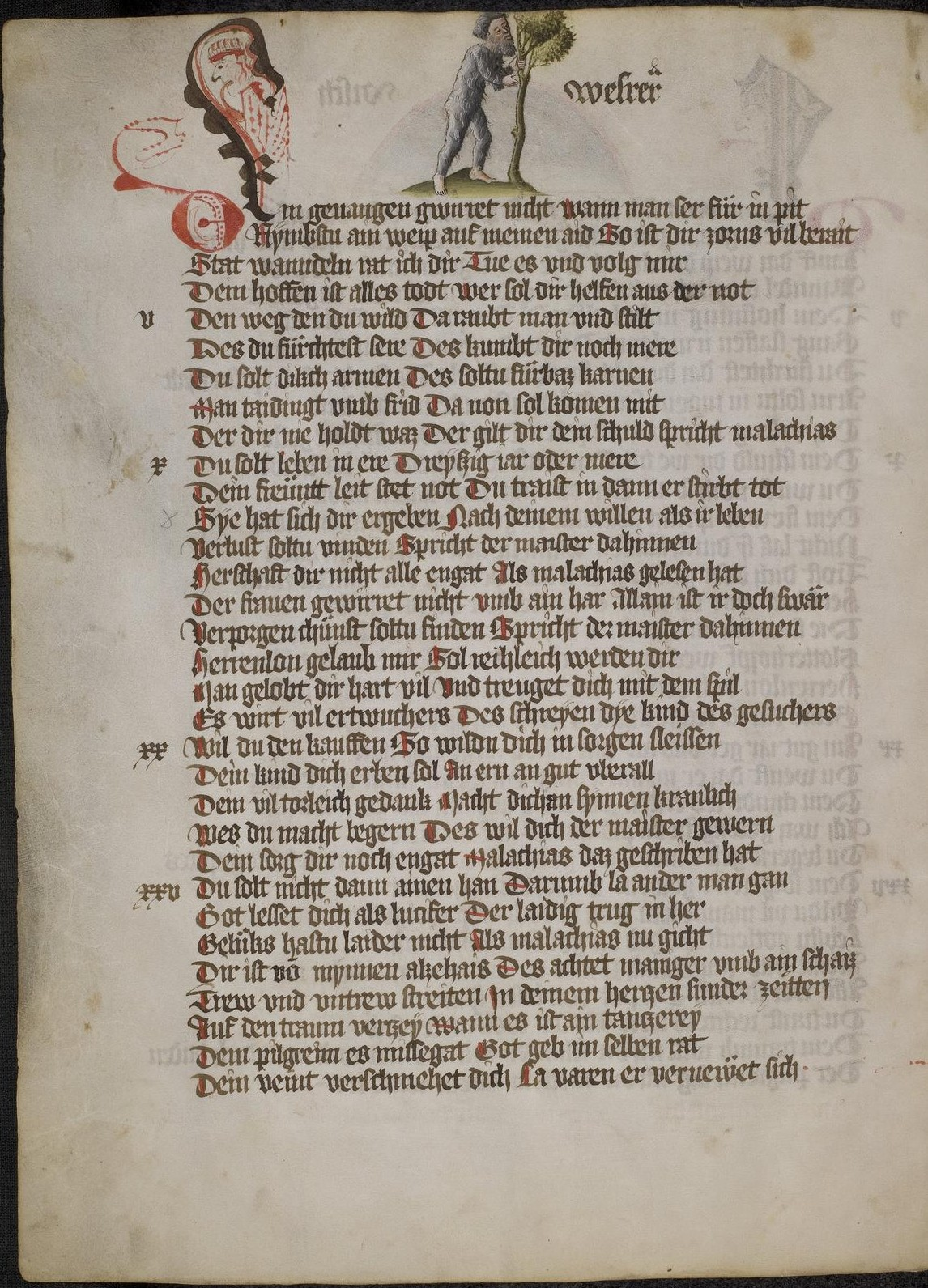
Cod. Pal. germ. 7, Blatt 13v: Wilder Mann; Initiale mit Profilfratze

Der Codex ist eine Pergamenthandschrift. Die Foliierung des 17. Jahrhunderts zählt die 22 beschriebenen Blätter; die leeren Blätter vorn und hinten tragen moderne Zählung.
Die Blattgröße des Codex beträgt 33,4 × 25 cm, dabei ist ein Schriftraum von 23 × 18 cm beschrieben, durchgehend mit 32 Zeilen pro Seite; die Seiten 6v–22r haben Zeilenzählungen am linken Rand, normalerweise mit den Zeilenangaben 5, 10, 20, 25 (v, x, xx, xxv), leicht abweichend auf den Seiten 8r (zusätzlich 15: v, x, xv, xx, xv) und 9r (ohne 25: v, x, xx). Die Seiten 1r und 6r zeigen dreispaltige Tabellen, die Blätter 6v–22r sind einspaltig mit Reimpaarzeilen beschrieben. Durchgehende Schriftform ist eine Textura, geschrieben von einer Hand.
Die Blätter 2r–4v tragen 36 kolorierte Federzeichnungen von Weisen und Propheten, angeordnet in seitenfüllenden Gruppen von vier (Blatt 2r), sechs (Blätter 2v–4r) und acht (Blatt 4v) Ganzkörperminiaturen auf grünen Rasenstücken. Die schraffierten Federzeichnungen sind mit Wasser- und Deckfarben kräftig und bunt bemalt, die Konturen der Figuren sind mit klaren Federstrichen nachgezogen. Die Bilder haben einfache Umrahmungen mit einem dünnen Federstrich, die Bildhintergründe sind mit Federzeichnungen von roten Ranken gefüllt. Die Figuren tragen Fantasiegewänder, bodenlange Umhänge mit Faltenwurf. Die Gesichter der Weisen und Propheten sind in dem deutlich erkennbaren Willen gestaltet, individualisierte Gesichtszüge zu entwickeln. Alle Figuren halten beschriebene Spruchbänder in den Händen.
Blatt 5v hat in der linken Blatthälfte ein senkrecht stehendes schmales Rechteck mit Fleuronnée-Besatz – ein blau grundiertes Bildfeld mit stilisierten Darstellungen der sieben „Planeten“ Saturn, Jupiter, Mars, Sonne, Venus, Merkur und Mond in goldener/gelber Farbe.
Die Blätter 6v–22r tragen durchgehend je eine Miniatur oberhalb des Textes, insgesamt 32 Abbildungen von Vögeln (12), Tieren (9), Tierkreiszeichen (6), Sternzeichen (4) und einem Wilden Mann. Diese Miniaturen sind sorgfältiger ausgeführt als die ganzseitigen Darstellungen der Weisen und Propheten, möglicherweise von der Hand eines zweiten Zeichners.
Auf jeder Seite ist der Textanfang markiert mit einer Initiale und zusätzlich roten Lombarden, letztere erstrecken sich meist über zwei Zeilen. Die Initialen sind teilweise mit Fleuronnée-Ornamentik verziert (bspw. Blätter 6v, 18v), auf den Blättern 13r, 13v und 18r mit Profilfratzen kleiner Gesichter. Die Tabellenblätter 1r und 6r haben entsprechend der Spaltenzahl je drei Initialen.
Der Pergamenteinband des 17. Jahrhunderts ist aus römischer Herstellung.

## Herkunft
Die Handschrift wurde in der ersten Hälfte des 15. Jahrhunderts abgefasst, die Schreibsprache ist bairisch. Die Angaben der älteren Literatur zur Datierung ins 14. Jahrhundert erwiesen sich aufgrund mehrerer Merkmale – der Schrift, der Sprache und der Eigenheiten der Illustrationen – als nicht haltbar.
Wahrscheinlich wurde die Handschrift ursprünglich durch Kurfürst Ludwig III. von der Pfalz (1378–1436) erworben. 1589 ist sie im Katalog der Privatbibliothek Kurfürst Friedrich IV von der Pfalz (1574–1610) aufzufinden, 1610 ist sie im Inventar der Jüngeren Schlossbibliothek verzeichnet.
Wie die anderen Handschriften der kurfürstlich-pfälzischen Bibliotheken kam der Codex nach der Eroberung der Kurpfalz im Dreißigjährigen Krieg 1622 nach Rom in den Besitz der Vatikanischen Bibliothek und wurde mit den anderen deutschsprachigen Beständen der Palatina im Rahmen der Regelungen während des Wiener Kongresses erst 1816 nach Heidelberg zurückgeführt.

## Inhalte
Die Handschrift ist ein spätmittelalterliches Wahrsage- oder Losbuch. Nach Anlage, Funktion und Inhalt ließ sich für diese Handschrift enge Verwandtschaft mit dem älteren Losbuch Cod. Ser. nova 2652 (Wien, Österreichische Nationalbibliothek), entstanden um 1370, nachweisen.
Auf der ersten Textseite (Blatt 1r) findet sich eine Art Inhaltsverzeichnis: ein Katalog mit 32 Fragenrubriken in der ersten Spalte der Tabelle, daneben die Namen von 32 Weisen und Propheten (2. Spalte) sowie die Ordnungszahlen 1 bis 32 (3. Spalte).
Die Namen der Propheten und Weisen im Einzelnen in der gegebenen Reihenfolge von oben nach unten: „David“, „Daniel“, „Zacharias“, „Amos“, „Yasaias“, „Jonas“, „Abakuk“, „Malachias“, „Balaam“, „Jeremias“, „Sophonias“, „Nachanel“, „Zachoris“, „Gedeon“, „Nabuchodonoser“, „Ismahelid“, „Putipharr“, „Welle“, „Theodosy“, „Olibrius“, „Morel“, „Moyses“, „Ysaac“, „Abraham“, „Ysrahel“, „Fudlein“, „Samuel“, „Morsit“, „Chorel“, „Sawlin“, „Nathon“, „Yoseph“.
Die Art der Benutzung ist unklar, vermutlich war der Fragende nicht an die neben der jeweiligen Fragenrubrik stehenden Prophetennamen gebunden, sondern konnte frei aus den Namen wählen, wodurch an dieser Stelle der Zufall eintrat. Die Namen der Propheten sind dabei meist dem Alten Testament entnommen, manche konnten aber auch nicht identifiziert werden und sind vermutlich Fantasie-Namen.
Darauf folgen 36 Abbildungen von Weisen und Propheten (Blätter 2r–4v), 4 auf der ersten Seite (in Klammern die Inschriften der Spruchbänder in ihren Händen):
- „Katho“ (In orient machtu sehen was dem menschen sol geschehen.),
- „Aristotelis“ (In orient wirt dir kundt was geschicht in churczer stundt.),
- „Plato“ (Dise propheten tanck kunde was geschicht in churczer stunde.) und
- „Virgilius“ (wil du sagen. Das soltu den propheten fragen.).

Die darauf folgenden 32 Miniaturen sind Abbildungen jener Weisen und Propheten, die auch im Fragenkatalog aufgeführt sind. Die Inschriften ihrer Spruchbänder weisen jeweils auf einen der sieben Planeten sowie auf eine der vier Himmelsrichtungen hin, zusätzlich auf Nordost und Nordwest (bei Saturn) und Südost und Südwest (bei Mond), um die Zahl 32 auch hier zu erreichen.
Die Abfolge der Miniaturen entspricht dabei meist, aber nicht immer der Reihenfolge des Fragenkatalogs auf Blatt 1r („Morel“, Ordnungszahl 21 im Fragenkatalog, bekommt bei den Abbildungen die Ordnungszahl 20 und tauscht den Platz mit dem im Fragenkatalog vorangehenden „Olibrius“; „Yoseph“, Ordnungszahl 32 im Fragenkatalog, hat bei den Abbildungen die Ordnungszahl 31 und tauscht den Platz mit dem im Fragenkatalog vorangehenden „Nathon“).
Dem folgt eine Doppelseite mit der Reihe der sieben „Planeten“ (Blatt 5v), gegenübergestellt einem Index (Blatt 6r), der für jede der 32 zuvor gegebenen Himmelsrichtungen eine Suchanweisung enthält. So sagt die erste Anweisung bspw.: Saturnus / Nort westen. Das kemlein [Kamel] such. Vor in dem puch.
Die darauf folgenden 32 Seiten (Blätter 6v–22r) geben die Antworten auf die Fragen; je Frage 32 Antworten in Reimpaarversen. Diese Seiten sind mit Miniaturen oberhalb des Textes verziert, im Einzelnen mit:
- 12 Vogelbildern (Kuckuck, Blatt 7r; Nachtigall, Blatt 7v; Falke, Blatt 8v; Sperber, Blatt 14r; Kranich, Blatt 15r; Adler, Blatt 15v; Hahn, Blatt 16r; Taube, Blatt 16v; Eule, Blatt 18r; Rabe, Blatt 18v; Sittich, Blatt 20v; Elster, Blatt 21v)
- 9 Tierbildern (Esel, Blatt 8r; Fuchs, Blatt 9r; Hirsch, Blatt 9v; Hund, Blatt 10v; Einhorn, Blatt 17v; Ochse, Blatt 19v; Kamel, Blatt 20r; Hase, Blatt 21r; Ziege, Blatt 22r)
- 6 Tierkreiszeichenbildern (Bär, Blatt 10r; Krebs, Blatt 11r; Löwe, Blatt 11v; Fisch, Blatt 13r; Skorpion, Blatt 17r; Widder, Blatt 19r)
- 4 Sternzeichenbildern (Waage, Blatt 6v; Jungfrau, Blatt 12r; Zwilling, Blatt 12v; Schütze, Blatt 14v)
- 1 Bild eines Wilden Manns (Blatt 13v)